# Rituels (hindouisme)
Pour les articles homonymes, voir Rituels.

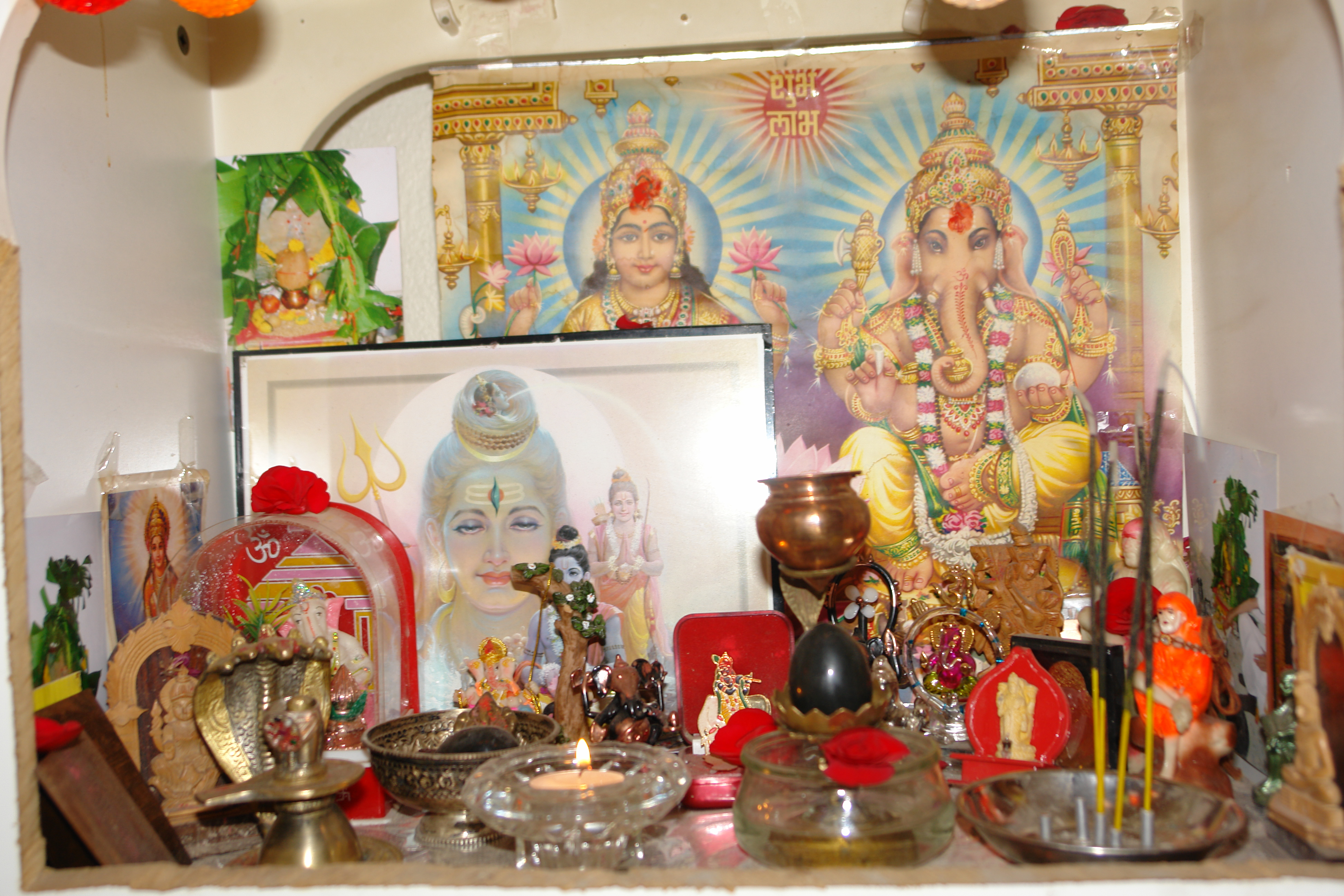
Temple hindou personnel

Les rituels dans l'hindouisme, sont plusieurs pratiques religieuses quotidiennes. Les hindous réalisent ces rituels chez eux ou dans des temples (mandir) ; ils varient selon les régions, les villages et les croyances. La puja, le yajna sont des rituels antiques qui ont toujours lieu. 
Les rituels peuvent être des offrandes, des purifications (ablutions, jeûne), la récitation de mantras ou de prières. Les hindous pratiquants effectuent des rituels tous les jours, au lever et au coucher du soleil (souvent devant un autel, qui comprend une bougie et des offrandes devant les images des déités).

## Source
- Encyclopédie des religions, Gerhard J. Bellinger, Le livre de poche,  (ISBN 2253131113)